# أساكو يوزوكي
أساكو يوزوكي (باليابانية: 柚木麻子) (2 أغسطس 1981، سيتاغايا في اليابان)؛ روائية يابانية.